# Ahmad Hatif
Ahmad Hatif (Esfahan, ? - Qom, 1783) fou un hussainita d'una branca de la família de l'Azerbaidjan però establerta a Esfahan al començament del segle xviii, on Hatif va nàixer. Va viure a Esfahan, Qom i Kashan i exercia també com a metge a més de poeta. Fou el principal poeta persa durant les dinasties afxar i zand.